# Escuela Preparatoria Wilmer-Hutchins
La Escuela Preparatoria Wilmer-Hutchins (Wilmer-Hutchins High School) es una escuela preparatoria (high school) en Dallas, Texas. Como parte del Distrito Escolar Independiente de Dallas (DISD por sus siglas en inglés), sirve partes del sur de Dallas, la Ciudad de Hutchins, y la Ciudad de Wilmer, y partes de Lancaster.

## Historia
Era una parte del Distrito Escolar Independiente de Wilmer-Hutchins (WHISD). El distrito se cerró en 2005, y los estudiantes fueron trasladados a otras escuelas de DISD. Como la preparatoria estaba en mal estado, DISD no utilizó el edificio inmediatamente.Los estudiantes fueron reasignados temporalmente a cuatro preparatorias: David W. Carter, Roosevelt, A. Maceo Smith y South Oak Cliff.Todos los estudiantes del 12.o grado (seniors) fueron reasignados a South Oak Cliff. WHISD se cerró permanente y se consolidó en DISD en 2006.
La preparatoria fue renovada y se reabrió en 2011 como una escuela de DISD.